# 巴西科龍巴鯰
巴西科龍巴鯰，為輻鰭魚綱鯰形目甲鯰科的其中一種，為熱帶淡水魚，分布於南美洲巴西阿拉瓜亞河及托坎廷斯河流域，體長可達3.8公分，棲息在底層水域，生活習性不明。

## 扩展阅读
維基物種上的相關：巴西科龍巴鯰